# Henri de La Ferronnays (1876-1946)
Pour les autres membres de la famille, voir Famille de La Ferronnays.
Henri Ferron, marquis de la Ferronnays, né le 8 avril 1876 à Berne (Suisse) et mort le 23 mars 1946 à Saint-Mars-la-Jaille (France), est un militaire et homme politique français.

## Biographie

### Famille
Issu d'une famille de militaires et d'hommes politiques, Henri de La Ferronnays est l'arrière petits-fils de Pierre-Louis-Auguste Ferron, ministre des Affaires étrangères sous la Restauration, et le fils de Henri Marie Auguste Ferron de la Ferronnays et de Marie-Thérèse de Pérusse des Cars.
Baptisé dans la Sainte-Chapelle de Champigny-sur-Veude, il a pour parrain et marraine le comte et la comtesse de Chambord, prétendants légitimistes à la Couronne de France. Ces derniers, en exil volontaire à Frohsdorf, sont représentés par son grand-oncle le comte Amédée de Pérusse des Cars et sa grand-tante la comtesse de La Roche-Aymon.
De son appartenance familiale, Henri de la Ferronnays retire des convictions légitimistes et catholiques très fermes.

### Carrière militaire

#### Officier de cavalerie
Il est élève du collège Stanislas ou il prépare l'École militaire de Saint-Cyr qu'il intègre en 1896. Il y devient officier de cavalerie, comme son père, et reçoit une affectation à Paris, où il rencontrera sa future femme.
Du fait de la maladie de son père, il quitte l'armée en 1905.
Il épouse en 1906 Françoise Monjaret de Kerjégu (1885-1958), fille de James de Kerjégu et de Fanny-Laure von Haber, et demi-sœur de la marquise de Ganay et de la comtesse de Béarn.

#### Première Guerre mondiale
Chef d'escadron, il commande un bataillon du 170e régiment d'infanterie lors de la Première Guerre mondiale, qu'il termine avec le grade de lieutenant-colonel. Il est décoré de la Légion d'honneur, des mains du président Poincaré, en mars 1916 et reçoit cinq citations militaires.
Le monument aux morts de la Première Guerre mondiale de Bonnœuvre est surmonté de la statue d'un poilu dont il est le modèle.

### Notable conservateur de Loire-Inférieure
Au décès de son père, en 1907, il lui succède comme conseiller général pour le canton de Saint-Mars-la-Jaille. Il occupera ce poste sans discontinuer jusqu'en 1940. Il déclare à ce propos : « le Conseil général est la clé de voûte qui maintient les populations de Loire-Inférieure dans leur esprit traditionnel ».
Il prend également la suite de son père comme maire de Saint-Mars-la-Jaille, village où sa famille détient un château. Important propriétaire foncier, il possède plus de 20% de la superficie communale et plus de 1 000 hectares dans le canton. Son mariage lui apporte également une fortune mobilière non négligeable. Localement, il apporte son appui moral et matériel aux écoles catholiques et aux lieux de culte, soutient les œuvres catholiques et fait plus généralement preuve de la prodigalité propre à la noblesse de l'Ancien Régime. En retour, les autorités ecclésiastiques ne tarissent pas d'éloges à son encontre, et plus particulièrement Eugène Le Fer de La Motte, évêque de Nantes. La Semaine religieuse déclare à propos de lui et sa femme qu'ils sont « le père et la mère de famille au milieu de leurs enfants, comme les conseillers et les guides vers qui on se tourne dans les moments difficiles et que l’on défendrait même au prix de son sang ».
Pour défendre l'ancrage monarchiste du département, il lance avant la Première Guerre mondiale le Télégramme des provinces de l’Ouest, un journal royaliste qui cherche à lutter contre les effets du Ralliement en Loire-Inférieure. En 1919, il contribue à fonder L’Écho de la Loire, un quotidien catholique départemental dont il compte parmi les actionnaires principaux.
Signe de son influence très importante dans le département, où il est l'un des représentants les plus illustres de la noblesse locale, il prend en 1921 la tête du comité départemental de la droite, organe politique qui a succédé au comité royaliste et qui distribue les investitures aux différents scrutins locaux et nationaux. À ce poste, il fait appliquer une politique très stricte d'union des droites de sorte que jamais un royaliste ne se présente contre un conservateur républicain - notamment de la Fédération républicaine - et inversement. Les hommes politiques de droite doivent également rester discret en public sur leurs éventuelles opinions républicaines s'ils veulent obtenir l'appui du comité des droites. De fait, et ce malgré la condamnation papale de l'Action française en 1926, il parvient à maintenir le département dans le giron monarchiste jusqu'en 1936, sauf quelques exceptions, comme les villes de Nantes et Saint-Nazaire qui tombent dans l’escarcelle des socialistes.
En 1931, il devient président du Conseil général de la Loire-Inférieure, comme son père avant lui. Il conserve cette fonction jusqu'en 1940, où Philippe Pétain dissout les conseils généraux. Pendant ces neuf années de mandat, il sera le seul homme politique royaliste à la tête d'un département français.
En 1936, la dynamique du Front populaire et l'irruption du Parti social français à droite font chanceler son emprise sur la Loire-Inférieure mais sa reprise en main vigoureuse lui permet de maintenir la prépondérance des royalistes, comme le 30 août 1936 où l'Union nationale ancenienne organise à Saint-Mars-la-Jaille un rassemblement de 25 000 personnes pour protester contre les menées de la gauche ou encore en 1937 où il pèse de tout son poids pour empêcher une candidature dissidente de la part du Parti social français contre son poulain Augustin Dutertre de La Coudre qui se présente à une élection législative partielle.

### Député royaliste

#### IXelégislature
En 1907, à la suite du décès de son père, il se présente à l'élection législative partielle de la circonscription d'Ancenis et brigue sa succession. Sa profession de foi exhorte les électeurs à « s'unir pour le plus grand bien de la nation au cri de ralliement « Dieu et Patrie » ». Il se déclare « adversaire du socialisme d’État et des utopies collectivistes » et demande « la liberté de conscience pour tous, le droit de confier l'éducation de nos enfants à des maîtres de notre choix, l'égalité de subvention pour toutes les écoles ». Il est élu dès le premier tour, aucun adversaire n'ayant jugé opportun de se présenter contre lui.
Député royaliste, il s'oppose au Ralliement et refuse de fait de siéger à l'Action libérale : il ne s'inscrit dans aucun groupe parlementaire. En 1909, il prend part à la discussion de la loi d’amnistie des dirigeants syndicalistes révolutionnaires de la Grève de Draveil-Villeneuve-Saint-Georges. Il discute également le budget de l'exercice 1910. Enfin, il s'enquiert auprès du ministre de la Guerre des dates d'appel des réservistes et des territoriaux.

#### Xelégislature
Aux élections législatives de 1910, il est réélu face à son opposant M. Train. Il siège cette fois au Groupe des droites, un groupe parlementaire qui constitue « le dernier carré des fidèles de la monarchie ». En effet, la monarchie est pour lui la seule forme institutionnelle susceptible de rendre à la religion catholique toute la place qui lui revient dans le cadre d’un État chrétien. Ainsi, il défendra l’Église pendant toute sa carrière, opérant un lien naturel avec ses opinions monarchistes dans une nouvelle alliance du trône et de l’autel.
Il est membre de nombreuses commissions : celle des affaires extérieures, celle des protectorats et des colonies et celle de l'hygiène publique. Il propose également des lois sur l'agriculture. Enfin, il s'implique dans le débat parlementaire du budget de l'exercice de 1911.

#### XIelégislature
Aux élections législatives de 1914, il se présente sur un programme d'opposition sans concessions aux gouvernements qui se sont succédé. Il souligne les échecs extérieurs de la diplomatie française, et la corruption de la classe dirigeante républicaine : « tour à tour les ministres et les magistrats se mettent au service d'escrocs ». Il réclame un pouvoir fort « pour armer le Chef de l’État contre les flibustiers de la politique ». Il est élu à une majorité écrasante contre Julien Heas, candidat de la SFIO.
En raison de sa participation militaire à la Première Guerre mondiale, Henri de la Ferronnays siège peu - bien que toujours inscrit au Groupe des droites - mais il participe aux discussions sur les opérations militaires en comité secret.
Son intervention la plus marquante de la législature a lieu pendant la séance du 13 novembre 1917 lorsque, de concert avec ses collègues du Groupe des droites Jules Delahaye, Armand de Baudry d'Asson et Jacques de Juigné, il accuse le Président du Conseil Paul Painlevé de rompre l'Union sacrée en persécutant les nationalistes de l'Action française. Scandalisés par cette révélation, les députés refusent l'ajournement de l'interpellation de Jules Delhaye à 277 voix contre 186, ce qui entraîne la chute du premier gouvernement Painlevé.

#### XIIelégislature
Aux élections législatives de 1919, il est élu au premier tour sur la liste d'union nationale. Il siège cette fois parmi les Indépendants de droite, un groupe parlementaire dominé par les sympathisants de l'Action française.
Il réintègre la commission des affaires étrangères et prend la parole à de nombreuses reprises à la tribune lors des débats sur les réparations dues par l'Allemagne, cherchant à inciter le gouvernement à la plus grande fermeté. Le 1er avril 1922, lui et ses collègues Charles Ruellan, Eugène Magne, Jean Le Cour-Grandmaison, Pierre Jurie-Joly et Jean Ybarnégaray empêchent Aristide Briand de justifier à la tribune la politique étrangère de son gouvernement (tombé en janvier 1922 du fait de la motion de Léon Daudet) par leurs interruptions constantes. En effet, ils considèrent que Briand a fait preuve de pusillanimité dans la négociation des indemnités de guerre allemandes en refusant d'aller contre l'avis du cabinet britannique.
il est l'auteur d'une proposition de loi tendant à modifier le mode de recrutement dans l'armée. Il intervient au cours de la discussion d'un projet de loi sur l'organisation générale de la nation en temps de guerre.

#### XIIIelégislature
Aux élections législatives de 1924, il est réélu au premier tour sur la liste d'union nationale et catholique emmenée par Jean Le Cour-Grandmaison.
Durant cette législature, il fait partie de la commission des affaires étrangères et de la commission de l'Alsace-Lorraine. Il vote également en faveur du retour au scrutin uninominal à deux tours pour les élections législatives.
La reprise de l'anticléricalisme sous l'égide du Cartel des gauches rend à son combat religieux toute son actualité. Ainsi, il est en tête du cortège, avec Le Fer de La Motte et les autres parlementaires catholiques, dans la grande manifestation du 1er mars 1925, où 80 000 personnes défilent à Nantes contre la politique du Cartel à l'appel des autorités catholiques.
Le 20 mars 1925, dans le cadre d'une interpellation du gouvernement par Pierre Cazals sur l'attaque lancée par la Déclaration sur les lois dites de laïcité contre la politique de laïcité du Cartel, le Président du conseil Édouard Herriot fait la déclaration suivante : « [Je] ne nie pas la collaboration que le christianisme a fournie, en certaines heures, à l'histoire de l'humanité, surtout [...] lorsqu'il était non pas le christianisme des banquiers, mais le christianisme des catacombes », déclenchant de vives protestations sur les bancs de la droite. En raison de l'émoi provoqué, la séance doit être suspendue quarante minutes, et lorsqu'elle reprend, Herriot maintient ses propos. Les députés catholiques, scandalisés, multiplient les protestations ; Henri de la Ferronnays et Armand de Baudry d'Asson interrompent avec vigueur le Président du Conseil aux cris de « Rétractez vos injures ! ». À la septième reprise, le président de la Chambre demande que le marquis de La Ferronays soit exclu temporairement de la Chambre. Dans sa défense précédant le vote, de la Ferronnays précise :

« M. de la Ferronnays : La censure avec exclusion temporaire que vous allez m'appliquer aura du moins permis de souligner l'inconvenance, plus que l'inconvenance, la grossièreté sans nom de Monsieur le Président du Conseil... (Vifs applaudissement à droite et sur divers bancs au centre, interruptions à gauche et à l'extrême-gauche). 
M. le Président : Monsieur de la Ferronnays, vous aggravez vos paroles. La liberté de la tribune ne tolère pas un tel langage.
M. de la Ferronnays : ... car enfin, ce n'est pas Monsieur Herriot qui a parlé, c'est le président du conseil français, et quand demain, on saura qu'il a insulté 300 millions de catholiques, croyez-vous qu'il aura servi la France ? Jamais ! »

Le Cartel ayant voté l'exclusion, la droite proteste avec vigueur et refuse de laisser partir le député, de sorte que la séance doit de nouveau être interrompue. Lors de la reprise, Louis Marin attaque le Président de la Chambre Paul Painlevé pour cette manœuvre qu'il juge illégale, citant à l'appui le règlement. Pour lui « il n'y a pas de précédent à l'acte qui vient d'être accompli ». Baudry d'Asson, ulcéré par cet épisode, lance au Président du Conseil - qui a repris son discours - : « Vous ne parlerez plus ! », suivi par de nombreux députés de droite qui multiplient les invectives et les interruptions.
En 1927, il écrit, dans une lettre à l'abbé Eriau, que son engagement politique est « pour moi, une manière de réaliser avec mes petits moyens humains, le “Règne de Dieu” ».

#### XIVelégislature
Aux élections législatives de 1928, il fustige dans sa profession de foi la « doctrine de l'Allemand Karl Marx, dont les théories ont lentement mais sûrement depuis cinquante ans empoisonné la législation et l'esprit public en France ». Pour lui « radicaux-cartellistes, socialistes, les uns et les autres ne sont que les fourriers du désordre ». Il dénonce enfin « le projet d'école unique, véritable confiscation de l'enfant au profit de l'État socialiste et athée ».
Élu au premier tour contre M. Lemarre, il s'inscrit dans le groupe composite des Députés indépendants et continue à siéger à la commission des affaires étrangères et à celle des régions libérées. Il propose une loi pour modifier l'article 6 de la loi du 31 mars 1919 sur la législation des pensions des armées de terre et de mer. Il intervient également dans le débat du projet de loi tendant à la ratification du « Pacte général de renonciation à la guerre » pour s'y opposer.

#### XVelégislature
Aux élections législatives de 1932, il est opposé à l'industriel Jules Rabu, polytechnicien et candidat de l'Alliance démocratique, qu'il défait sans problème. Il s'inscrit dans le groupe conservateur des Indépendants, où il siège notamment aux côtés de René Dommange, Xavier Vallat, Jacques de Juigné et Jean Le Cour-Grandmaison, tous quatre proches de lui sur le plan politique.
Au cours de la législature, il défend une proposition de loi qui organise et protège le marché du blé tout en soutenant le prix des céréales.

#### XVIelégislature
Aux élections législatives de 1936, il est réélu une dernière fois contre Jules Rabu sur un programme de défense de l'ordre et des libertés. Il déclare à ses électeurs : « Religion, Patrie, Famille, Profession, ces idées sont les vôtres, je le sais... ». De plus, il continue à demander l'augmentation des pouvoirs du Chef de l'État et de son gouvernement. Il propose enfin de « ramener le pouvoir législatif à son rôle qui est de légiférer et non de gouverner » afin de « soustraire les gouvernements aux intrigues constantes des partis ».
Il ne se réinscrit pas dans le groupe des Indépendants, ce dernier ayant été pris en main par le conservateur républicain Georges Mandel qui en a fait le groupe des « indépendants républicains ». Dans les débats, il demande la création de l'Office national interprofessionnel du blé, tandis qu'à la commission des affaires étrangères dont il fait toujours partie, il défend énergiquement une politique de fermeté « face aux périls qui nous menacent ».
Il vote, le 10 juillet 1940, en faveur de la remise des pleins pouvoirs au Maréchal.

#### Relations avec l'Action française
Le marquis de la Ferronnays refuse le Ralliement et se place dans une perspective contre-révolutionnaire. Mais avec le déclin du royalisme en France au cours du début du XXe siècle, la vitalité de l'Action française lui semble incontournable, d'autant plus que La Ferronnays partage l'analyse politique de Charles Maurras : sans la monarchie, la France est vouée au déclin sur le plan international comme sur le plan religieux. Aussi, il lui apporte son soutien, à la fois public et financier. Néanmoins, il ne sera jamais adhérent de la ligue, du fait de son implication dans la vie parlementaire du pays.
Au moment de la condamnation papale de l'Action française en 1926, il tente d'apaiser les tensions, étant notamment à l'initiative d'une lettre que vingt-trois parlementaires catholiques adressent à Pie XI, après qu'elle a été relue par Maurras lui-même. Cette lettre défend les actions de l'AF et s'inquiète que la position du Saint Père puisse être interprétée comme la condamnation des idées monarchistes en France, ce qui remettrait en cause l'intégralité du combat politique d'Henri de La Ferronnays. Ses tentatives de conciliation vont parfois très loin, notamment lorsqu'il propose que Charles Maurras et Léon Daudet abandonnent la direction de L'Action française, « véritable acte de trahison » pour les adhérents de l'AF. Le rapprochement ayant échoué, il continue à soutenir le mouvement de Charles Maurras, mais avec plus de discrétion et de retenue. Avec lui, de nombreux ecclésiastiques, dont Le Fer de La Motte, conserveront leurs sympathies pour l'AF.
En 1927, il réaffirme son attachement aux thèses de l'Action française dans une lettre à l'abbé Eriau : « D’État chrétien, en France, il ne pourra être question tant que nous resterons en République ! L’État laïc est l’empoisonnement permanent de toutes les idées, dans toutes les classes de la société. Il faut donc le démolir. »

### Fin de vie
Après la défaite de 1940, La Ferronnays soutient les principes de la Révolution nationale. Toutefois, la suppression des Conseils généraux par Philippe Pétain fragilise son influence locale. Au moment de la discussion sur le retour aux provinces d'Ancien Régime, il joue de son influence pour éviter que la Loire-Inférieure ne soit inféodée à Rennes.
Resté fondamentalement antiallemand, il refuse de patronner les comités de collaboration mis en place dans sa région.
Malade, il est emprisonné à la Libération pour son engagement pétainiste. En juillet 1945, il est si faible qu'il ne peut se présenter devant la Cour de justice. Autorisé à rentrer à Saint-Mars-la-Jaille, il s'y éteint trois jours plus tard, le 26 mars, sans avoir été jugé.
Ses funérailles, célébrées par l’évêque de Nantes Jean Villepelet, rassemblent une foule très importante.

## Décorations
- Chevalier de la Légion d'honneur
- Ordre de la Francisque[7]